# Kožlí (hrad)
Kožlí je zřícenina hradu na ostrohu nad soutokem Tisemského potoka a Janovického potoka na úpatí vrchu Chlum v severovýchodním výběžku katastrálního území obce Tisem (u trojmezí s k. ú. Benešov u Prahy a Přibyšice) v okrese Benešov. Od roku 1965 je chráněn jako kulturní památka.

## Historie
Název hradu se poprvé objevuje v roce 1318 v predikátu Ctibora z Kožlí. V roce 1363 se po Kožlí psali bratři Konrád a Heřman, píšící se doposud po nedalekém Chvojně. Majitelé Kožlí měli patronátní právo ke kostelu svatého Jakuba v blízkém Chvojenu. V rukou nebohaté nižší šlechty hrad zůstával ještě na konci 14. století, kdy je v roce 1399 uváděn jako sídlo lapků.
V roce 1404 je jako majitel uveden Petr z Pětichvost, spojenec Václava IV. Mezi nejvýznamnější majitele hradu patřili příslušníci rodu Libúnů z Dubé, počínaje Benešem (III.) Libúnem z Dubé, jenž se po hradě poprvé píše v roce 1414. Beneš (III.) zastával důležité politické posty a zúčastnil se také některých vítězných bitev, například bitvy u Lipan či dobývání hradu Ostromeče.
Na hradě žil ještě jeho syn Beneš (IV.) Libún z Dubé, jehož ženou byla Buzka z Makova. Za jejich časů ztratil hrad svou rezidenční funkci. Na začátku 90. let 15. století se dostal do majetku rodu Šternberků, vlastnících sousední hrad Konopiště. V roce 1495 je Kožlí v rámci konopišťského panství uvedeno jako tvrz Kožlé. V průběhu 16. století hrad upadal a následně byl opouštěn. Na konci 16. století se již v písemných pramenech uvádí jako zámek pustej.
V roce 1835, v rámci své letní cesty Posázavím, navštívil zříceninu Kožlí Karel Hynek Mácha. Nelze vyloučit, že hrad nakreslil, doklad se však nedochoval. Lokalita je jako Kožly uvedena v soupisu Hrady spatřené.

## Stavební podoba

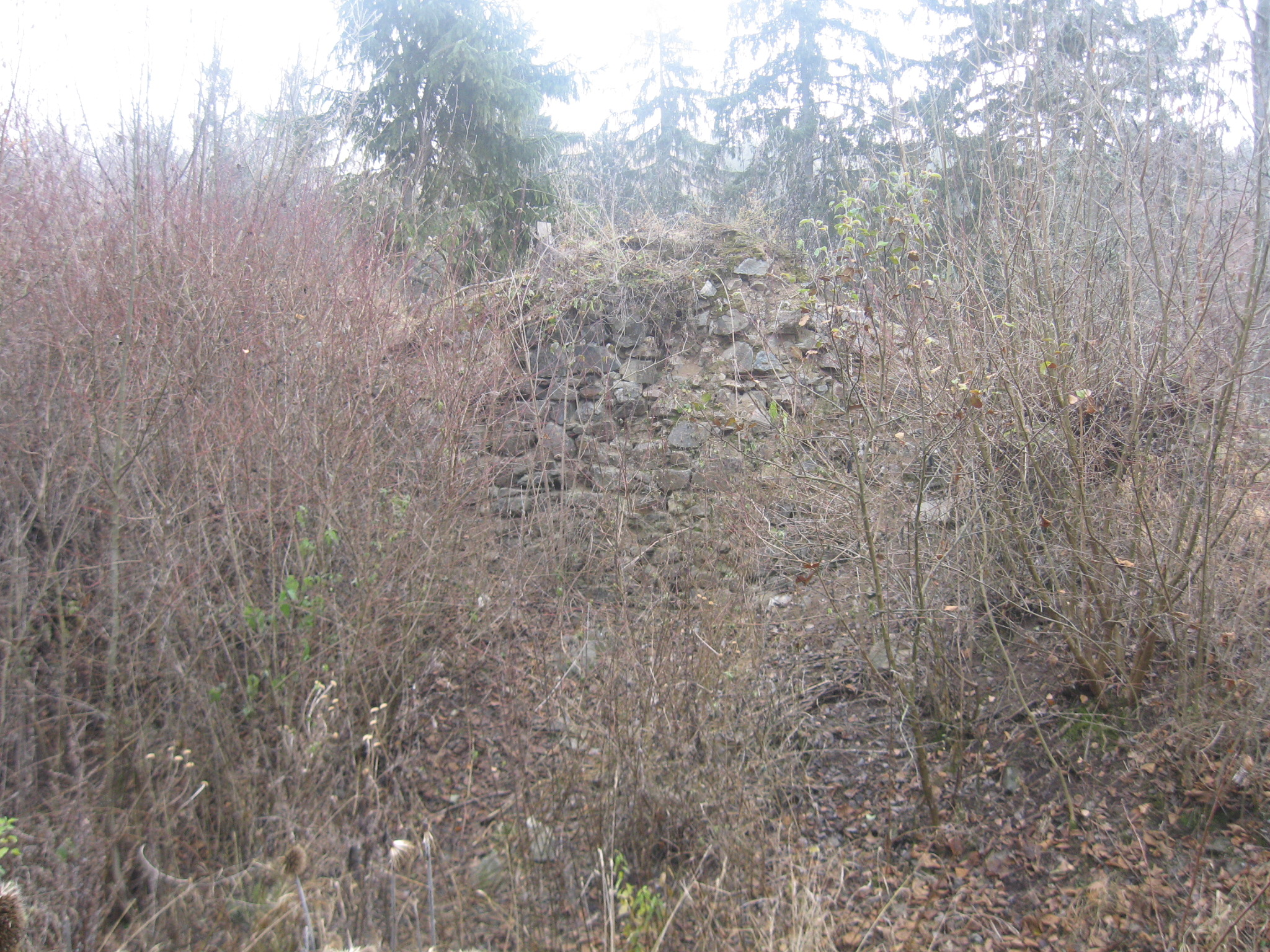
Východní nároží vstupní brány

Hrad se skládal z předhradí a vnitřního hradu, jež byly odděleny ve skále vylámaným hlubokým příkopem. Komunikaci mezi nimi zřejmě umožňoval padací most, umístěný v nevelké věži vstupní brány vysazené před linii hradby. Vnitřní hrad tvořila dvoupalácová dispozice, přičemž není vyloučeno, že se jedná o nejstarší příklad v Čechách. Obdélné hradní jádro se skládalo z brány, na kterou navazoval první palác. Za ním bylo nádvoří, ukončené na jihovýchodě druhým palácem. Tyto dvě stavby spojovala po obou stranách vnitřní hradba. Podél celého objektu probíhala parkánová hradba. Nejlépe dochovanou částí hradu je jihovýchodní parkánová zeď a část vnitřní hradby ve stejném směru. Zbytek tvoří převážně terénní relikty. Hrad byl v nedávné době zbaven náletových dřevin.